# 1993 RX3
1993 RX3 är en asteroid i huvudbältet som upptäcktes den 12 september 1993 av Palomar Planet-Crossing Asteroid Survey (PCAS) vid Palomar-observatoriet.
Asteroiden har en diameter på ungefär 24 kilometer och den tillhör asteroidgruppen Ursula.